# بوب بيتس (عازف جاز)
بوب بيتس (بالإنجليزية: Bob Bates)‏ هو عازف جاز أمريكي، ولد في 1 سبتمبر 1923 في بوكاتيلو في الولايات المتحدة، وتوفي في 13 سبتمبر 1981 في سان فرانسيسكو في الولايات المتحدة.

## وصلات خارجية
- بوب بيتس على موقع ميوزك برينز (الإنجليزية)
- بوب بيتس على موقع أول ميوزيك (الإنجليزية)
- بوب بيتس على موقع ديسكوغز (الإنجليزية)